# Хнаби
Хнаби (Неби; нем. Hnabi; около 710/715—785/788) — представитель франкской знати алеманнского происхождения, упоминавшийся с титулами «граф» и «герцог».

## Биография
Достоверно известно, что Хнаби был сыном Хуохинга, а тот был сыном алеманнского герцога Готфрида и племянником баварского герцога Одилона. Таким образом, Хнаби принадлежал к роду Агилольфингов. Его дедом по материнской линии был баварский герцог Теодон II. Возможно, он был выходцем из рода Агилольфингов. Вместе с графом Бертольдом, родоначальником Ахалольфингов, Хнаби в 724 году был одним из основателей аббатства Райхенау. В книге побратимов этого монастыря он наделён титулом «граф» (лат. comes).
В браке с Гересвиндой Хнаби имел, по крайней мере, двух детей: сына Роадберта (Роберта I), с 770 года графа Хегау (упомянут в документах из Санкт-Галлена), и дочь Имму (умерла в 784 или 786 году; упомянута в актах Лоршского, Фульдского и Санкт-Галленского аббатств), супругу графа Герольда I.